# ライアン・ムマエ
ライアン・ムマエ・アンワムベベン・カビル（フランス語: Ryan Mmaee A'Nwambeben Kabir、1997年11月1日 - ）は、モロッコとベルギー、カメルーンのサッカー選手。モロッコ代表。ポジションはFW。

## クラブ歴
2013年にKAAヘントからスタンダール・リエージュの下部組織に移籍。2015年5月21日の試合でメフディ・カルセラ＝ゴンサレスに代わって途中出場し選手初出場を記録した。その後、ワースラント＝ベフェレン、オーフスGFに期限付き移籍した。
2019年にAELリマソールに完全移籍。
2021年にフェレンツヴァーロシュTCに完全移籍。兄とチームメイトになった。
2023年7月28日、ストーク・シティFCに3年契約で移籍した。

## 代表歴
年代別代表ではベルギー代表として出場した。
しかし2016年8月31日に行われたアルバニア代表との親善試合にモロッコ代表として出場した。この試合はあくまで親善試合であったため、以降もベルギーの年代別代表としての出場歴がある。その後はA代表としての出場はなかったが、2021年9月2日に行われた2022 FIFAワールドカップ・アフリカ2次予選のスーダン代表戦に出場した事でモロッコ代表となった。

## 家族
父がカメルーン人で母がモロッコ人。兄のジャック・ムマエ、サミー・ムマエ、弟のカミル・ムマエもサッカー選手。